# Латерански договори
Латеранските договори са система от договори между Италианската държава и Светия престол. Определят правата и привилегиите на Католическата църква и положението ѝ в Италия. Подписан е на 11 февруари 1929 г. в Латеранския апостолически дворец. Състоят се от Договор, Финансова конвенция и Конкордат.
Договор:
- признава католицизма за „единствена държавна религия“ на Италия (т. 1); светския суверенитет на Светия престол, вкл. по международни дела (т. 2);
- формално признава на Ватикана статут на суверенна територия, управлявана от Светия Престол, формално наречен Ватикан – Град Ватикан (Città del Vaticano), границите на които са определени от план, приложен към договора (т. 3).

Конкордатът определя правата и привилегиите на католическата църква в Италия, държавата определя за неработни 10 дни, в които има църковни празници, а също и неделите (т. 11); епископите са верни на краля на Италия, като държавен глава (т. 20).
През 1969 г. Камерата на депутатите приема закон, разрешаващ развода; така този закон фактически отменя т. 34 от Конкордата.
Съглашенията са преразгледани през 1984, главно в частта им, че католицизмът е господстващата религия в Италия.